# Brussels Beer Project
 (avril 2021).
Brussels Beer Project est une marque de bière belge artisanale, et engagée. Elle possède une brasserie à Dansaert et une seconde à Anderlecht. C'est une des rares brasseries à s'occuper à la fois de la production dans ses sites, mais aussi d'avoir des enseignes de vente et dégustation, leurs taprooms : deux à Paris, trois à Bruxelles et une à Lille.

## Histoire
La brasserie est née de deux passionnés : Sébastien et Olivier qui furent parmi les premiers à établir une chaine de production et de distribution exclusivement intra-bruxelloise. Au-delà de la bière, Brussels Beer Project veut donner l’exemple d’une entreprise responsable et être un motif de fierté pour la communauté qu’ils ont construit au fur et à mesure des années. C’est en 2015 qu’ils ont brassé la première bière au monde à partir de pain invendu, aujourd’hui symbole de l’économie circulaire.
Fin 2021, la brasserie ouvre une seconde brasserie de production à Anderlecht, collée au Bassin de Biestebroeck dans le quartier Port Sud.

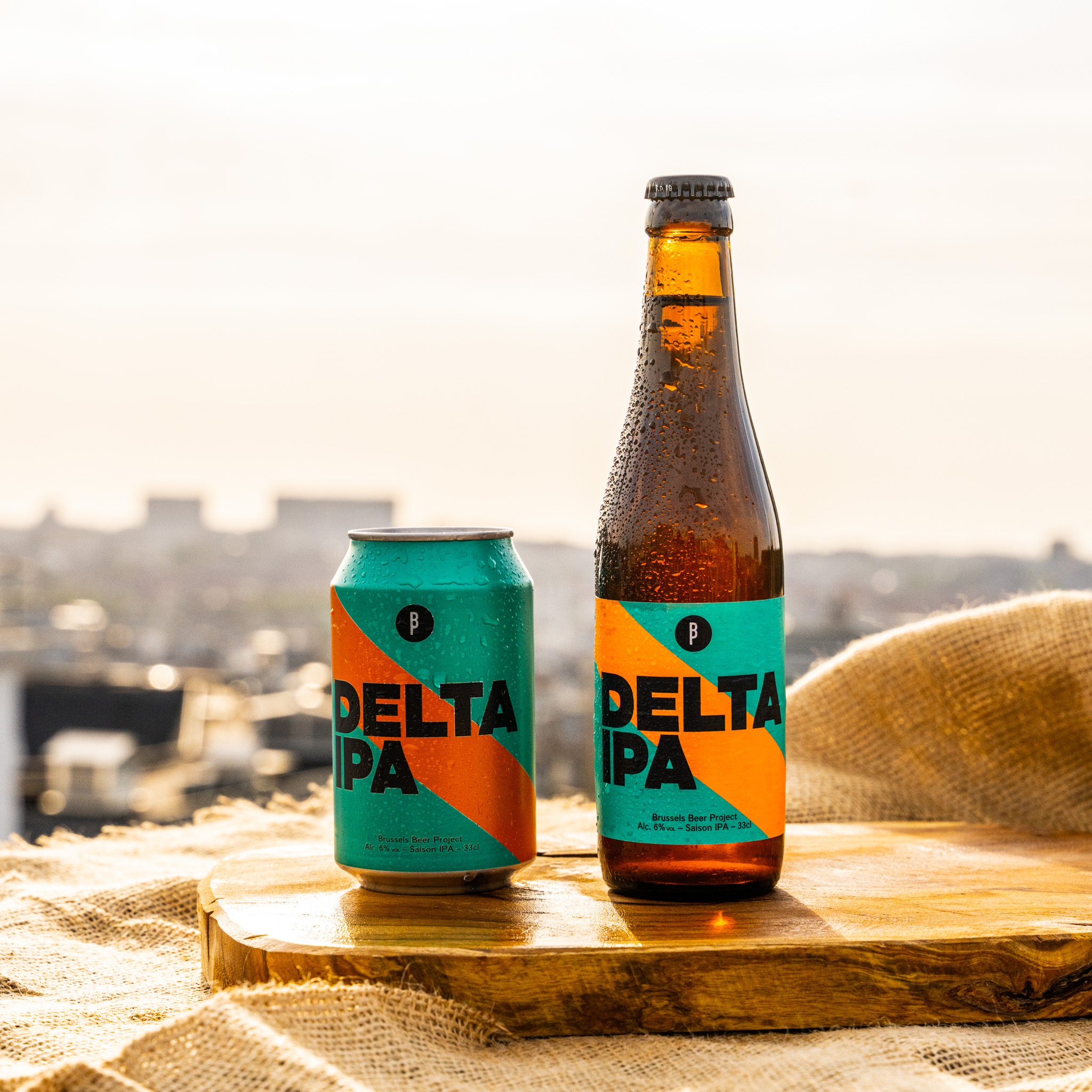
La Delta IPA sur les toits de Bruxelles

## Bières

### All Stars
Des bières qui ont le plus plu sont à nouveau brassées chaque mois, parmi celles-ci :
1. Delta IPA (2013) : Bière phare de la marque, taux d'alcool à 6,5 %. Style Saison IPA (India Pale Ale) ;
2. Tripel Bertha (2014) : Taux d'alcool à 7,5 %. Style Belgian Triple Blanche.
3. Babylone (2015) : Taux d'alcool à 5,5 %. Style circular IPA avec du pain (style nouveau, brassé partiellement à partir de mie de pain rendant la bière amère) ;
4. Jungle Joy (2017) : Taux d'alcool à 6,6 %. Style Passion and Mango Fruit Ale ;
5. Juice Junkie (2019) : Taux d'alcool à 5,8 %. Syle New England IPA (India Pale Ale) ;
6. Pico Bello (2019) : Bière considérée comme leur première bière sans alcool qui présente un taux d'alcool de 0,3 %. Alcohol free citrus IPA (India Pale Ale) ;
7. Lazy Panda (2021) : Taux d'alcool à 4,9 %. Style regenerative belgian blond ;
8. Terra Pils (2023) : Taux d'alcool à 4,8 %. Style regenerative belgian pils.
9. Delta Zero3 (2025) : Taux d'alcool à 0,3%. Style Alcohol free IPA (India Pale Ale).

### Pop Up's & Brewer's Editions
Les brasseurs s'essaient à de nouveaux styles et à de nouvelles combinaisons, renouvelant ainsi une petite liste bimensuelle de bières dites « pop-up ». Chaque mois, ils se consacrent également à l'expérimentation et à la création de nouvelles bières inédites, appelées "Brewer's Editions".

### Dansaert
La brasserie propose la gamme de bières Dansaert. Ce dernier est un nouveau programme de bières de fermentation spontanée et mixtes, vieillies en barique. Lancé en 2021, cette gamme est produite dans leur brasserie historique à Dansaert. Il est également possible de visiter la brasserie.

## Taprooms/ Lieux de dégustation
Brussels Beer Project possède six taprooms à travers le monde. Il s'agit de lieux où la brasserie vend ses propres bières et permet d'être un lieu d'évènement occasionnellement.
- Bruxelles, Dansaert
- Bruxelles, Bailli
- Bruxelles, Port Sud
- Paris, Pigalle
- Paris, Canal
- Lille, Le Bettignies

## Flashtour, tasting et privatisation
Brussels Beer Project propose différentes formules afin d’en apprendre plus à propos de leur production :
Le flashtour est une courte visite de la brasserie Dansaert, ainsi que la dégustation de plusieurs bières. Cette expérience vous permettra d’en apprendre plus par rapport au processus de production ainsi qu’au monde de la bière en général. (en savoir plus)
Le tasting est destiné aux personnes qui veulent en apprendre d’avantage. En sortant de cette expérience, le monde de la bière n’aura plus de surprise pour vous. En plus de visiter la brasserie, une longue dégustation vous sera proposé.

Les privatisations : il est possible de privatiser les espaces de Dansaert ainsi que de Port-Sud pour vos événements privés, mais également corporate. Une formule en fonction de vos besoins vous seras proposées.

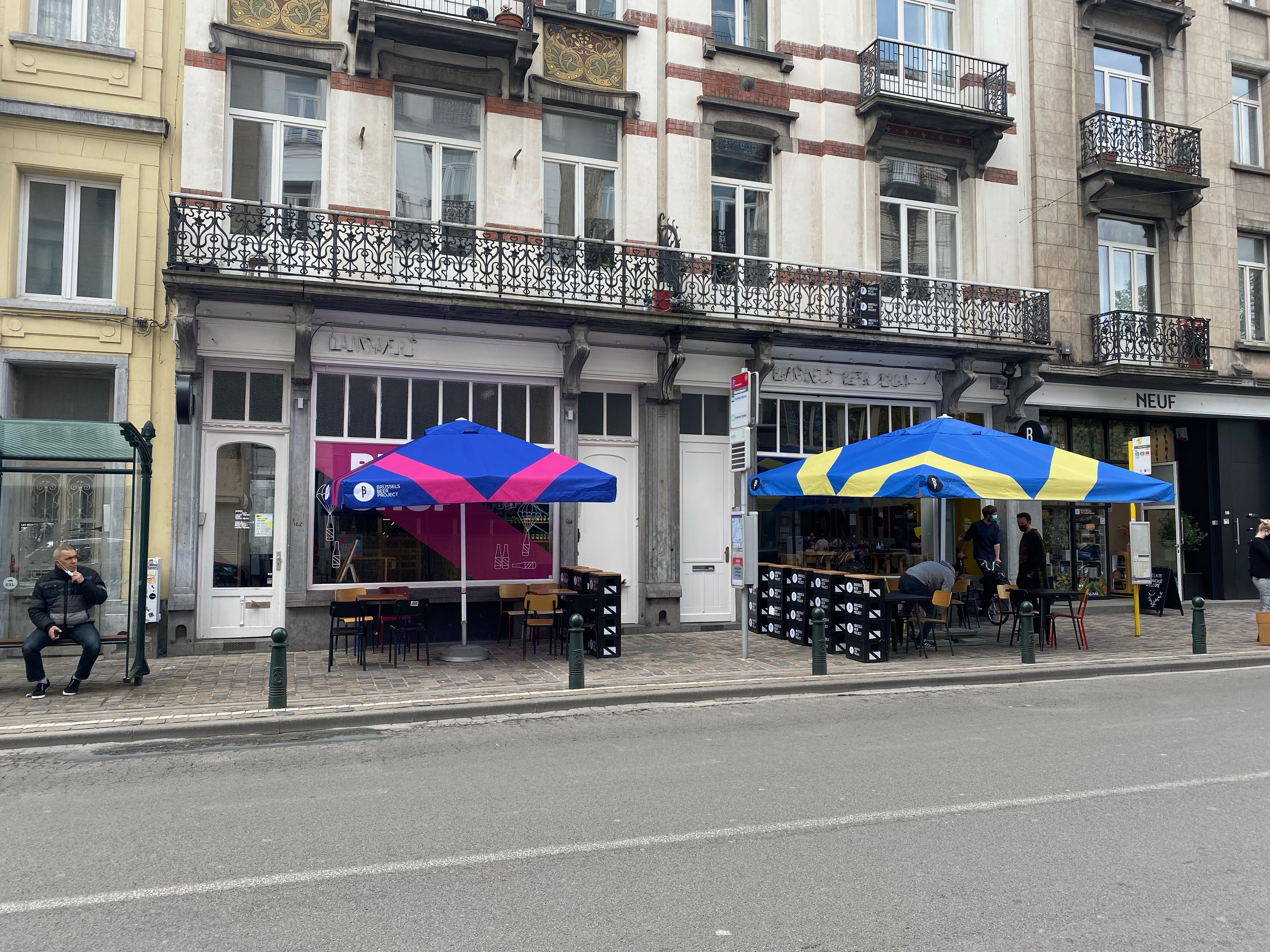
Brasserie et taproom à Bruxelles, Rue Antoine Dansaert